# Squadra zimbabwese di Fed Cup
La squadra zimbabwese di Fed Cup rappresenta lo Zimbabwe nella Fed Cup, ed è posta sotto l'egida della Tennis Zimbabwe.
Essa ha debuttato nel 1966 con una partecipazione al Gruppo Mondiale proprio nell'anno dell'esordio, e ad oggi la sua ultima partecipazione risale all'edizione del 2008. Fino al 1976 portava il nome di Rhodesia, così come il paese.

## Organico 2008
Aggiornato ai match del gruppo III (22-25 aprile 2008). Fra parentesi il ranking della giocatrice nei giorni della disputa degli incontri.
- Charlene Tsangamwe (WTA #)
- Denise Atzinger (WTA #)
- Stacey Lock (WTA #)

## Ranking ITF
- Il prossimo aggiornamento del ranking è previsto per il mese di febbraio 2012.

| Zimbabwe nel Ranking ITF (aggiornata al 7 novembre 2011) |           |       |                            |
| Pos                                                      | Squadra   | Punti | Gruppo                     |
| 89                                                       | Moldavia  | 12.00 | Gruppo III - Europa/Africa |
| 90                                                       | Islanda   | 10.00 | Gruppo III - Europa/Africa |
| 91                                                       | Iran      | 0.00  | Gruppo II - Asia/Oceania   |
| 91                                                       | Barbados  | 0.00  | Gruppo II - Americhe       |
| 91                                                       | Sri Lanka | 0.00  | Gruppo II - Asia/Oceania   |
| 94                                                       | Zimbabwe  | 0.00  | Gruppo III - Europa/Africa |
| 95                                                       | Siria     | 0.00  | Gruppo II - Asia/Oceania   |